# Ercole Bernabei
Ercole Bernabei (* 1622, Caprarola – 5. prosince 1687, Mnichov) byl italský varhaník, dirigent a skladatel.

## Život
Ercole Bernabei studoval v Římě u Orazia Benevoliho. V letech 1653 až 1665 působil jako nástupce varhaníka Luigiho Rossiho v kostele San Luigi dei Francesi. V červenci 1665 byl Bernabei jmenován kapelníkem v bazilice sv. Jana v Lateránu. V roce 1667 se vrátil, tentokrát jako kapelník do kostela San Luigi dei Francesi. V roce 1672 se na přímluvu švédské královny Kristiny stal na dva roky sbormistrem vatikánské Cappella Giulia, kde vystřídal svého učitele Benevoliho.
V červenci roku 1674 odešel Bernabei na pozvání bavorského kurfiřta Ferdinanda Marii von Bayern, spolu se svým žákem Agostinem Steffanim, do Mnichova. Stal se hudebním ředitelem kurfiřtova dvora. V roce 1677 se k němu připojil i jeho syn Giuseppe Antonio Bernabei.
Zemřel v Mnichově 5. prosince 1687 a dvorním hudebním ředitelem se stal jeho syn.
Komponoval převážně duchovní vokální hudbu. Složil však i několik světských kantát a pět oper. Jejich hudba byla však ztracena. Dochovala se pouze dvě libreta. Hudebně byl Bernabei konzervativního založení a prosazoval návrat ke kompozičnímu stylu Palestriny.

## Dílo

### Opery
- La conquista del vello d'oro in Colco (libreto D. Gisberti, Mnichov, 1674)
- I portenti dell'indole generosa, ovvero Enrico terzo imperatore, duca di Baviera (libreto D. Gisberti, 1675, Mnichov)
- La fabbrica di corone (opera seria, 1674 Mnichov)
- Il litigio del cielo e della terra (libreto V. Terzago, Mnichov, 1680)
- Erote ed Anderote (libreto V. Terzago, Mnichov, 1686)

### Chrámová hudba
- Ecce sacerdos magnus, moteto a 2 voci e continuo (Řím, 1665
- Exaudiat Dominus, mottetto a 3 voci e continuo, Řím, 1667.
- Sacrae modulationes op. 2, a 5 voci, 2 violini e basso continuo (Mnichov, 1691)
- 2 messe a 16 voci

### Jiné skladby
- Santa Cristina (oratorium, libreto Lelio Orsini, Bologna, 1666)
- Concerto madrigalesco a tre voci, per 3 voci e basso continuo (Řím, 1669)
- kantáty, arie pro zpěv a basso continuo